# ويليام مور (سياسي أمريكي، مواليد 1886)
ويليام مور (بالإنجليزية: William Moore)‏ هو فلاح وشخصية أعمال وسياسي أمريكي، ولد في 13 نوفمبر 1886، وتوفي في 5 أكتوبر 1961. نشط حزبياً في الحزب الجمهوري. وقد انتخب عضو جمعية ولاية ويسكونسن.